# 久遠常住
久遠常住（くおん・しょうちゅう、じょうじゅう）とは、法華経や大般涅槃経において、「仏は、仏滅後も永久に常にこの世にいる」とする考え方である。
涅槃経に先んじて、法華経の如来寿量品では釈迦仏はインドに生れて35歳で悟りを開いたのではなく、五百塵点劫という想像を絶する遠い過去にすでに成仏していたと明かした。これを久遠実成などという。
法華経や涅槃経では、この久遠実成の説をさらに推し進めて、釈迦仏は涅槃して滅度の相をあらわすが、それは仮の相であって実には滅度せず、つねにこの世に存在（生まれることもなく、また滅することもなく存在）しているのだ、とも説く。これを久遠常住と言う。
法華経の寿量品は、本文中の本文、正宗分中の正宗分、一経の肝心であるばかりでなく、仏一代の仏教の眼目とまで言われるが、この久遠実成は寿量品にのみ説かれているのに対し、涅槃経の久遠常住は一経の全体に遍在して説かれている。すなわち、如来は法身であり、食によって保たれる身ではない。また仏は方便として涅槃という相を現ずるも、その法身・仏性は常住して常にこの世において法を説くという。
ただし、この常住説は金光明経・如来寿量品で「仏は般涅槃せず、正法また滅せず、衆生を利せんが為の故に当に滅尽する事を示現す」とあり、法華経・寿量品でも「衆生を救わんが為の故に方便して涅槃を現ずるも、しかも実には滅度せず、常にこの世に住して法を説く」と既に説いている。
しかし、涅槃経ではこれらの常住説をさらに継承発展させて、涅槃の境地から未来における仏や仏性の遍在を説く。たとえば法華経では正直捨方便として、それまでの教えは方便であるから捨てて法華一乗に帰することを目標とするが、涅槃経は法華経の方便説を継承しつつ（それまでの教えは方便であるとは認めるも）、それらは別に捨てすとも、すべて涅槃経に帰結するものである、と説いている。また涅槃の観点から四諦など再び新しい解釈を施しており、法華経で説いた声聞や縁覚といった二乗、また菩薩を加えた三乗も差別はなく、みな等しく仏と成ることの出来る一乗の教え（会三帰一）の根拠は「三乗同一仏性」であると説き、またその仏性は常住不変易であると明かした。
また涅槃経では、
「法身舎利（仏性）を尊重するなれば、一切衆生を化度せんがために諸仏の塔廟を礼拝供養すべし。また如来の身中（隠時の法身常住相）において塔廟の想いを起こして礼拝供養せしむ。是の如き衆生、我が法身を以って帰依処となす。一切衆生みな非真邪義の法に依る。我まさに次第して為に真法を説くべし。また非真僧に帰依する者在らば、我まさに為に依真僧処と作（な）り、真実大乗の僧処に在って如来は涅槃深法を説くべし。我まさに一帰依処となり三差別無かるべし。生盲の衆においてために眼目と作り、またまさに諸々の声聞縁覚の為に真帰処となるべし」（如来性品）
「如来の正法が滅尽する時、仏法僧の三宝が没する相を現すことがあっても、それは一時のものであって永滅ではない」、「無仏の世に生じた衆生は、如来が涅槃の雲に隠れた相を見て皆、『如来は真実に滅度す』と憂悲の想いを生ず。しかし如来は実に滅度せず。陰闇において日月の滅没なきが如くなり」（月喩品）
このように涅槃経では、繰り返し仏性の常住や遍在を説き、この久遠常住をもって、「釈迦はもうこの世にいないから、その教えは通用しない」という説を否定し、仏教の定説とされる末法思想を方便として明確に否定している。